# Suurissoo
Suurissoo este o arie protejată (arie specială de conservare — SAC, sit de importanță comunitară — SCI) din Estonia întinsă pe o suprafață de 12,4 ha, integral pe uscat.

## Localizare
Centrul sitului Suurissoo este situat la coordonatele 58°17′08″N 22°03′58″E / 58.2856°N 22.066°E.

## Înființare
Situl Suurissoo a fost declarat sit de importanță comunitară în aprilie 2004 pentru a proteja 1 specie de plante. Situl a fost protejat și ca arie specială de conservare în mai 2007.

## Biodiversitate
Situată în ecoregiunea boreală, aria protejată conține 1 habitat natural: Pajiști cu Molinia pe soluri calcaroase, turboase sau argilos-nămoloase (Molinion caeruleae).
La baza desemnării sitului se află o specie protejată de  plante: Rhinanthus osiliensis.